# اریک نایت
اریک نایت (انگلیسی: Eric Knight؛ ‏ ۱۰ آوریل ۱۸۹۷ – ۱۵ ژانویهٔ ۱۹۴۳) نویسنده اهل بریتانیا بود.
از فیلم‌هایی که وی در آن‌ها نقش داشته است، می‌توان به تپه‌های وطن اشاره نمود.